# La Bastide-de-Besplas
La Bastide-de-Besplas é uma comuna francesa na região administrativa de Occitânia, no departamento de Ariège.